# Cornelius Becker Philip
Pour les articles homonymes, voir Philip et Becker.
Cornelius Becker Philip est un entomologiste et microbiologiste américain, né le 12 juin 1900 à Fort Lupton dans le Colorado et mort le 8 janvier 1987 à San Francisco.

## Biographie
Son grand-père émigre d’Écosse au début des années 1870. Son père, Smith Durie Philip (1874-1970), et sa mère, Mattie Newcomb née Shoemaker (1876-1931), sont tous deux diplômés de l’école d’agriculture du Colorado. Sa mère a travaillé, étant jeune, comme illustratrice pour le département d’entomologie de l’école.
Pour donner une meilleure éducation à ses deux fils, leur mère les emmène à l’école polytechnique de Long Beach de Californie. L’un des professeurs favorise l’intérêt de Philip pour les insectes en lui permettant de faire quelques élevages.
Il s’engage, le 10 octobre 1918, dans les troupes étudiantes de l’université du Nebraska, à la fois pour plaire à son père et parce qu’un tel engagement lui ouvrait les portes du département d’entomologie de l’université. Rapidement démobilisé du fait de la signature de l’Armistice, il suit les cours de Ralph Ward Dawson (1887-1974) et de Clarence Eugene Mickel (1892-1982). Il y étudie notamment l’importante collection d’hyménoptères constituée par Lawrence Bruner (1856-1937) et conservée par l’université. Pour améliorer ses revenus, il est maître-nageur à la piscine de la ville. En 1922, il se marie avec Gladys Helen Hill.
En 1923, il obtient son Bachelor of Sciences et, la même année, naît son premier enfant. Il entre alors à l’université du Minnesota où il enseigne la parasitologie sous la direction de William Albert Riley (1876-1963), fonction qu’il conserve jusqu’en 1926. En 1925, il obtient son Master of Sciences.
En 1926-1927, Philip est assistant entomologiste à la station expérimentale de Bozeman qui dépend de l’université du Montana. En 1927, naît son second enfant et son troisième en 1928. Cette année-là, il travaille sur le contrôle des moustiques. En 1928-1929, il part en mission au Nigéria avec la Commission Rockefeller sur la fièvre jaune en Afrique de l’Ouest.
En 1930, il travaille comme entomologiste médical associé au Laboratoire des montagnes Rocheuses à Hamilton, dans le Montana. Cette année va s’avérer fructueuse pour Philip : il démontre le rôle de deux espèces de moustiques de l’Afrique de l’Est, il obtient son Ph. D. et naît son quatrième enfant.
En 1937, il part en mission d’étude en Alaska et confirme la présence de Francisella tularensis cause de la tularémie que l’on suspectait d’être présente dans la région. En 1940, il est maître assistant à la fondation Mayo à Rochester dans le Minnesota.
Avec Herald Rae Cox (1907-) et J.H. Fountain, il démontre la présence d’anticorps à l’encéphalite de Saint Louis dans le sérum du cheval et de l’être humain. Et avec H.R. Cox et J.W. Kilpatrick, il étudie cette zoonose chez le cheval. En 1941, il fait paraître un important ouvrage sur la classification des Tabanidae néarctiques. De 1942 à 1946, il passe la guerre dans les rangs du service chargé de la santé dans l’armée américaine. Il découvre en 1946, alors qu’il est stationné au Japon, Apodemus speciosus qui joue un rôle important dans la maladie de la fièvre fluviale du Japon ou tsutsugamushi.
Toujours pour l’armée, il est membre associé à la Commission sur les maladies virales et à rickettsies de 1947 à 1953. En 1950, il découvre Trombicula fuji, un nouveau vecteur du tsutsugamushi. En 1952, il reçoit un titre honoraire de docteur en sciences de l’université du Nebraska. À partir de 1952 et jusqu’en 1956, il est consultant pour le laboratoire médical de Fairbanks en Alaska. De 1955 à 1970, il est chercheur associé au département des insectes et des araignées de l’American Museum of Natural History.
Durant cette période, il participe à de nombreuses commissions et sociétés savantes. Ainsi et par exemple, il fait partie, de 1958 à 1966, de la Commission internationale de nomenclature bactériologique. Il fait paraître, en 1965, un important ouvrage sur les Tabanidae de l’Amérique du Nord : Family Tabanidae. Il prend sa retraite en 1970 sans qu’il cesse de participer à la vie scientifique. Il donne à la California Academy of Sciences sa collection de Tabanidae de plus de 15 000 spécimens dont plus de 1 200 types.
Il est l’auteur de 346 publications scientifiques représentant plus de 3 500 pages. Il y décrit 574 nouveaux taxons pour l’essentiel des Tabanidae.

## Source
Paul H. Arnaud Jr (1985), Cornelius Becker Philip : Biography of an Illustrious Tabanidologist and Parasitologist. Myia, 3 : 1-77.